# 南伊塔蒂巴
南伊塔蒂巴是巴西南大河州的一个市镇。总面积212.121平方公里，总人口4574人，人口密度21.6人/平方公里。